# Codi civil del Quebec
El Codi civil del Quebec (Code civil du Québec en francès) és el principal text legislatiu que regeix en matèria de dret civil a la província canadenca del Quebec. El codi entrà en vigor el 1994 i reemplaçà el Codi civil del Baix Canadà, en vigor des de l'1 de juliol de 1866.

## Història
Durant l'època colonial francesa, al Canadà regia el dret francès, principalment el Costum de París. Un cop produïda la conquesta britànica, la Proclamació reial de 1763 va abolir el dret francès i va imposar-ne l'anglès. Aquesta situació es va mantenir fins al 1774, quan l'Acta del Quebec, aprovada pel parlament britànic, va restaurar el dret civil francès, tot mantenint el dret penal britànic, creant-se així al Quebec el doble sistema jurídic que encara existeix avui dia.
El 1865, el parlament canadenc va adoptar el Codi civil del Baix Canadà, que va entrar en vigor l'1 de juliol de 1866. Les disposicions d'aquesta codificació es van inspirar sobretot en la jurisprudència baixcanadenca i en el Codi civil francès. El Codi baixcanadenc codificava i reemplaçava així l'essencial del dret heretat del Costum de París i integrava alguns elements de dret anglès que havien estat aplicats al Baix Canadà.
El 1955, el govern del Quebec va emprendre una reforma del codi civil, en adoptar la Llei sobre la revisió del codi civil i crear l'Oficina de revisió del codi civil. Un informe final va ser sotmès a votació a l'Assemblea Nacional del Quebec el 1978. Algunes disposicions relatives al dret de família van ser adoptades i van entrar en vigor als anys vuitanta. El conjunt del Codi civil del Quebec va haver d'esperar al 8 de desembre de 1991 per ser aprovat, entrant en vigor l'1 de gener de 1994.

## Contingut
El Codi civil del Quebec conté més de 3000 articles i està organitzat en divisions i subdivisions anomenades llibres, títols, capítols i seccions.
El Codi civil comprèn deu llibres:
- De les persones
- De la família
- De les successions
- Dels béns
- De les obligacions
- De les prioritats i de les hipoteques
- De la prova
- De la prescripció
- De la publicitat dels drets
- Del dret internacional privat